# Гордон (парафія, Нью-Брансвік)
Гордон (англ. Gordon) — парафія в Канаді, у провінції Нью-Брансвік, у складі графства Вікторія.

## Населення
За даними перепису 2016 року, парафія нараховувала 1493 особи, показавши скорочення на 4,7%, порівняно з 2011-м роком. Середня густина населення становила 1 осіб/км².
З офіційних мов обидвома одночасно володіли 175 жителів, тільки англійською — 1 310. Усього 10 осіб вважали рідною мовою не одну з офіційних.
Працездатне населення становило 55,8% усього населення, рівень безробіття — 18,1% (22,7% серед чоловіків та 11,6% серед жінок). 87,5% осіб були найманими працівниками, а 9,7% — самозайнятими.
Середній дохід на особу становив $37 011 (медіана $26 176), при цьому для чоловіків — $48 581, а для жінок $26 139 (медіани — $34 475 та $20 416 відповідно).
35,7% мешканців мали закінчену шкільну освіту, не мали закінченої шкільної освіти — 25,2%, 38,8% мали післяшкільну освіту, з яких 19% мали диплом бакалавра, або вищий.
| Статево-вікова структура населення | Статево-вікова структура населення | Статево-вікова структура населення | Статево-вікова структура населення | Статево-вікова структура населення |
| ---------------------------------- | ---------------------------------- | ---------------------------------- | ---------------------------------- | ---------------------------------- |
|                                    |                                    |                                    |                                    |                                    |
| Всього                             | Всього                             | 49,7%50,3%                         |                                    |                                    |
| 0 — 14 років                       | 0 — 14 років                       |                                    | 12%                                | 12%                                |
| 15 — 64 років                      | 15 — 64 років                      |                                    | 65,4%                              | 65,4%                              |
| 65 і більше                        | 65 і більше                        |                                    | 22,6%                              | 22,6%                              |
| 85 і більше                        | 85 і більше                        |                                    | 1,7%                               | 1,7%                               |
| Середній вік (років)               | Середній вік (років)               | 47,446,1                           | 46,7                               | 46,7                               |
| Медіана (років)                    | Медіана (років)                    | 52,151,5                           | 51,8                               | 51,8                               |
| — чоловіки — жінки                 |                                    |                                    |                                    |                                    |

| Походження мешканців:     | Походження мешканців:     | Походження мешканців: | Походження мешканців: | Походження мешканців: |
| ------------------------- | ------------------------- | --------------------- | --------------------- | --------------------- |
| Походження                |                           |                       | осіб                  | %                     |
| Корінні американці        | Корінні американці        |                       | 115                   | 7.72%                 |
| Інше північноамериканське | Інше північноамериканське |                       | 715                   | 47.99%                |
| Європейське               | Європейське               |                       | 1 125                 | 75.5%                 |
| британське                | британське                |                       | 870                   | 58.39%                |
| французьке                | французьке                |                       | 420                   | 28.19%                |
| українське                | українське                |                       | 10                    | 0.67%                 |
| Латинськоамериканське     | Латинськоамериканське     |                       | 10                    | 0.67%                 |
| Азійське                  | Азійське                  |                       | 10                    | 0.67%                 |

| Зайнятість населення за галузями (за класифікацією NOC): | Зайнятість населення за галузями (за класифікацією NOC): | Зайнятість населення за галузями (за класифікацією NOC): | Зайнятість населення за галузями (за класифікацією NOC): | Зайнятість населення за галузями (за класифікацією NOC): |
| -------------------------------------------------------- | -------------------------------------------------------- | -------------------------------------------------------- | -------------------------------------------------------- | -------------------------------------------------------- |
|                                                          |                                                          |                                                          |                                                          |                                                          |
| Управління                                               | Управління                                               |                                                          | 7,9%                                                     | 7,9%                                                     |
| Бізнес, фінанси та адміністрування                       | Бізнес, фінанси та адміністрування                       |                                                          | 10,7%                                                    | 10,7%                                                    |
| Природничі та прикладні науки                            | Природничі та прикладні науки                            |                                                          | 2,9%                                                     | 2,9%                                                     |
| Охорона здоров'я                                         | Охорона здоров'я                                         |                                                          | 9,3%                                                     | 9,3%                                                     |
| Освіта, правозахист, муніципальні та урядові служби      | Освіта, правозахист, муніципальні та урядові служби      |                                                          | 13,6%                                                    | 13,6%                                                    |
| Роздрібна торгівля та послуги                            | Роздрібна торгівля та послуги                            |                                                          | 13,6%                                                    | 13,6%                                                    |
| Гуртова торгівля, транспорт та обладнання                | Гуртова торгівля, транспорт та обладнання                |                                                          | 22,1%                                                    | 22,1%                                                    |
| Природні ресурси, сільське господарство                  | Природні ресурси, сільське господарство                  |                                                          | 9,3%                                                     | 9,3%                                                     |
| Виробництво                                              | Виробництво                                              |                                                          | 8,6%                                                     | 8,6%                                                     |

## Клімат
Середня річна температура становить 3,8°C, середня максимальна – 22,3°C, а середня мінімальна – -19,3°C. Середня річна кількість опадів – 1 083 мм.
| Клімат поселення                              | Клімат поселення | Клімат поселення | Клімат поселення | Клімат поселення | Клімат поселення | Клімат поселення | Клімат поселення | Клімат поселення | Клімат поселення | Клімат поселення | Клімат поселення | Клімат поселення | Клімат поселення |
| Показник                                      | Січ.             | Лют.             | Бер.             | Квіт.            | Трав.            | Черв.            | Лип.             | Серп.            | Вер.             | Жовт.            | Лист.            | Груд.            |                  |
| Середній максимум, °C                         | −6,27            | −4,48            | 1,71             | 9,13             | 16,51            | 21,81            | 22,30            | 21,67            | 16,34            | 10,35            | 4,06             | −4,12            |                  |
| Середня температура, °C                       | −12,77           | −10,99           | −4,8             | 2,62             | 10,01            | 15,30            | 18,22            | 17,59            | 12,27            | 6,28             | −0,02            | −8,18            |                  |
| Середній мінімум, °C                          | −19,28           | −17,5            | −11,3            | −3,88            | 3,51             | 8,80             | 14,14            | 13,52            | 8,20             | 2,21             | −4,08            | −12,26           |                  |
| Норма опадів, мм                              | 90               | 65               | 74               | 71               | 91               | 91               | 112              | 103              | 103              | 88               | 100              | 95               |                  |
| Середньомісячна швидкість вітру, м/с          | 3.78             | 3.80             | 4.04             | 3.90             | 3.70             | 3.30             | 3.00             | 2.90             | 3.20             | 3.50             | 3.70             | 3.70             |                  |
| Середньомісячна сонячна радіація, кДж/м²·день | 5072             | 8404             | 12289            | 15765            | 18438            | 20317            | 19677            | 17365            | 12752            | 7887             | 4700             | 3900             |                  |
| --------------------------------------------- | ---------------- | ---------------- | ---------------- | ---------------- | ---------------- | ---------------- | ---------------- | ---------------- | ---------------- | ---------------- | ---------------- | ---------------- | ---------------- |
| Джерело:                                      |                  |                  |                  |                  |                  |                  |                  |                  |                  |                  |                  |                  |                  |